# Ophioncus
Ophioncus is een geslacht van slangsterren uit de familie Ophiodermatidae.

## Soorten
- Ophioncus granulosus Ives, 1889